# Panggungkalak
Panggungkalak is een bestuurslaag in het regentschap Tulungagung van de provincie Oost-Java, Indonesië. Panggungkalak telt 1078 inwoners (volkstelling 2010).